# Calcio Chieti
Calcio Chieti (offiziell: SSD Chieti Calcio) ist ein italienischer Fußballverein aus Chieti, einer Stadt aus der Region Abruzzen. Die Vereinsfarben sind Schwarz und Grün. Als Stadion dient dem Verein das Stadio Guido Angelini in Chieti, es bietet Platz für 12.750 Zuschauer.

## Geschichte
Der Verein wurde im Jahr 1922 als Unione Sportiva Chieti gegründet und nahm in der Saison 1925/26 erstmals an einem regulären Ligabetrieb teil. Die Mannschaft stieg in die Qualificazione Abruzzese in einer Division des regionalen Amateurlagers ein und konnte sich zwei Jahre später für die Promozione (Girone B) qualifizieren. Im Jahr 1931 folgte die Namensänderung des Vereins, dieser trat nun als Società Sportiva Chieti in Erscheinung. Nachdem Chieti in der Saison 1939/40 die Prima Divisione als Sieger abschließen konnte, gelang zur folgenden Spielzeit der damit verbundene Aufstieg in die Serie C. Der Verein hielt sich bis 1948 in der Serie C und stieg daraufhin erneut in die Amateurliga Promozione Interregionale ab. Der Verein verbrachte die 1950er Jahre größtenteils in der Promozione und errang 1958 nach sechs Jahren wieder die Promotion für den Aufstieg in die dritthöchste Spielklasse. In den folgenden Jahren bewies Calcio Chieti eine langfristige Konstanz, sodass die Mannschaft bis 1980 quasi ununterbrochen in der dritthöchsten Liga spielte.
Im Jahr 1982 folgte abermals der Fall in die regionalen Amateurligen und fünf Spielzeiten später die Rückkehr in die Serie C2. Obwohl die Mannschaft sich meistens auf den hinteren Rängen platzierte, schaffte Chieti in fast 20 Jahren in Folge den Klassenerhalt in der dritt- und vierthöchsten italienischen Liga. Nach der Saison 2005/06, in der Chieti als Tabellenletzter der Serie C1 auf sportlichem Weg abstieg, wurde der Verein aufgrund seiner Insolvenz vom Profifußball ausgeschlossen und anschließend als ASD Chieti neugegründet. Chieti fiel dadurch in die sechstklassige Eccellenza Abruzzo zurück und schaffte innerhalb von zwei Jahren die Rückkehr an die Spitze der Serie D.
Die Saison 2008/09 wurde als Tabellenvierter des Girone F abgeschlossen, womit Chieti mit 55 Zählern allerdings 16 Punkte hinter dem Gewinner des Girone F, dem FC Pro Vasto, blieb und die Rückkehr in den Profifußball vorerst verpasste. Ein Jahr später gelang als Gewinner des Girone F der Aufstieg in die vierthöchste Spielklasse, die Lega Pro Seconda Divisione, und die Rückkehr in den Profifußball.
Der abruzzesische Verein nahm im Jahr 1979 am Englisch-italienischen Pokal teil und verlor das Finalspiel mit 1:2 gegen Sutton United.

## Ehemalige Spieler
- Marco Biagianti
- Berardino Capocchiano
- Gianluca Cherubini
- Enrico Chiesa
- Luigi De Canio
- Fabio Grosso
- Franco Marchegiani
- Fabio Quagliarella
- Tommaso Romito
- Dario Rossi